# Tacking Point fyr
Tacking Point fyr är en fyr på en udde söder om Port Macquarie i New South Wales i Australien.
Fyren, som är en af fem identiska fyrar som ritades av James Barnet, tändes första gången den 4 april 1879. Den är 8 meter hög med en lanternin på toppen och är hopbyggd med en mindre byggnad. Fyrapparaten visar fyra vita blixtar var tjugonde sekund.
År 1919 försågs fyrapparaten med en acetylengasbrännare och fyrplatsen avbemannades. Av fyrvaktarbostaden finns endast grunden kvar. Fyren anslöts till elnätet och elektrifierades år 1974.

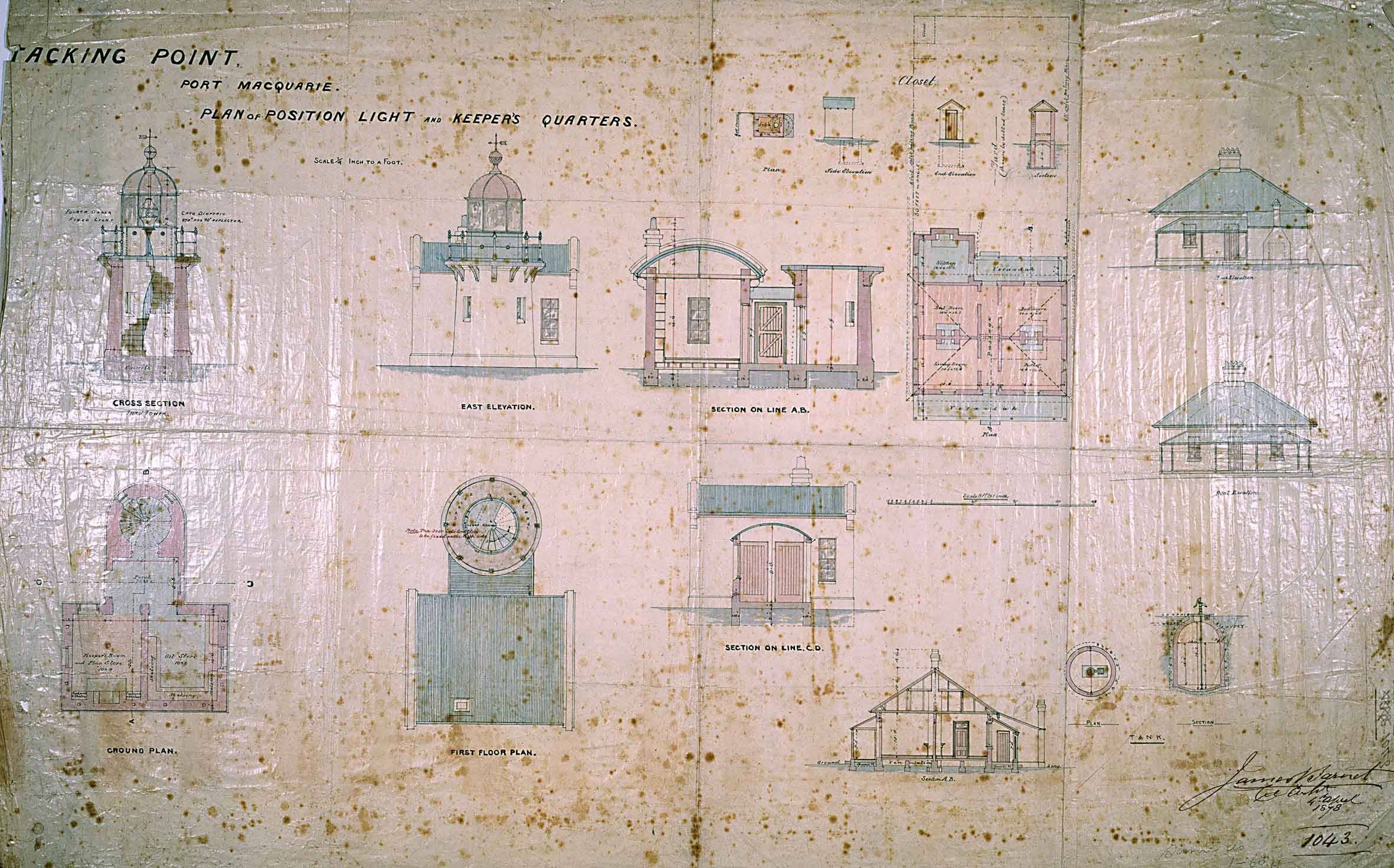
James Barnets originalritning.

Fyren renoverades år 2013 och erosionsskadorna reparerades. Året efter anlades en gångstig för att skydda den känsliga naturen.
Fyrplatsen är öppen för besökare, men fyren är stängd för allmänheten. Den ligger på en kulle med milsvid utsikt och nås via en trappa från parkeringsplatsen.